# Oostenrijk op de Olympische Winterspelen 2018
Oostenrijk was een van de deelnemende landen aan de Olympische Winterspelen 2018 in Pyeongchang, Zuid-Korea.

## Medailleoverzicht
| Sport              | Olympiër                                                  | Onderdeel                | Medaille |
| ------------------ | --------------------------------------------------------- | ------------------------ | -------- |
| Alpineskiën        | Marcel Hirscher                                           | combinatie (m)           | Goud     |
| Alpineskiën        | Marcel Hirscher                                           | reuzenslalom (m)         | Goud     |
| Alpineskiën        | Matthias Mayer                                            | super g (m)              | Goud     |
| Rodelen            | David Gleirscher                                          | mannen                   | Goud     |
| Snowboarden        | Anna Gasser                                               | big air (v)              | Goud     |
| Alpineskiën        | Anna Veith                                                | super g (v)              | Zilver   |
| Alpineskiën        | Landenteam                                                | landenwedstrijd          | Zilver   |
| Rodelen            | Peter Penz Georg Fischler                                 | dubbels (m)              | Zilver   |
| Alpineskiën        | Michael Matt                                              | slalom (m)               | Brons    |
| Alpineskiën        | Katharina Gallhuber                                       | slalom (v)               | Brons    |
| Biatlon            | Dominik Landertinger                                      | 20 km individueel (m)    | Brons    |
| Noordse combinatie | Lukas Klapfer                                             | gundersen normale schans | Brons    |
| Noordse combinatie | Wilhelm Denifl Bernhard Gruber Lukas Klapfer Mario Seidl  | landenwedstrijd          | Brons    |
| Rodelen            | Madeleine Egle David Gleirscher Peter Penz Georg Fischler | estafette                | Brons    |

## Deelnemers en resultaten
(m) = mannen, (v) = vrouwen 

### Alpineskiën
| Olympiër                                                                                             | Onderdeel        | Resultaat | Prestatie                                                                |
| --- | ---------------- | --------- | ------------------------------------------------------------------------ |
| Stefan Brennsteiner                                                                                  | reuzenslalom (m) | DNF       | 1e run: 1.10,02 (14e) 2e run: niet gefinisht                             |
| Manuel Feller                                                                                        | reuzenslalom (m) | DSQ       | 1e run: gediskwalificeerd                                                |
| Manuel Feller                                                                                        | slalom (m)       | 15e       | 1e run: 49,35 (16e) 2e run: 51,03 (6e) totaal: 1.40,38 (+1,39)           |
| Max Franz                                                                                            | afdaling (m)     | 11e       | 1.41,75 (+1,50)                                                          |
| Max Franz                                                                                            | super g (m)      | 17e       | 1.25,96 (+1,52)                                                          |
| Christian Hirschbühl                                                                                 | reuzenslalom (m) | DNF       | 1e run: niet gefinisht                                                   |
| Marcel Hirscher                                                                                      | combinatie (m)   | Goud      | afdaling: 1.20,56 (12e) slalom: 45,96 (1e) totaal: 2.06,52               |
| Marcel Hirscher                                                                                      | reuzenslalom (m) | Goud      | 1e run: 1.08,27 (1e) 2e run: 1.09,77 (2e) totaal: 2.18,04                |
| Marcel Hirscher                                                                                      | slalom (m)       | DNF       | 1e run: niet gefinisht                                                   |
| Vincent Kriechmayr                                                                                   | combinatie (m)   | DNF       | afdaling: 1.19,96 (7e) slalom: niet gefinisht                            |
| Vincent Kriechmayr                                                                                   | afdaling (m)     | 7e        | 1.41,19 (+0,94)                                                          |
| Vincent Kriechmayr                                                                                   | super g (m)      | 6e        | 1.25,13 (+0,69)                                                          |
| Michael Matt                                                                                         | slalom (m)       | Brons     | 1e run: 49,00 (12e) 2e run: 50,66 (1e) totaal: 1.39,66 (+0,67)           |
| Matthias Mayer                                                                                       | combinatie (m)   | DNF       | afdaling: 1.19,37 (3e) slalom: niet gefinisht                            |
| Matthias Mayer                                                                                       | afdaling (m)     | 9e        | 1.41,46 (+1,21)                                                          |
| Matthias Mayer                                                                                       | super g (m)      | Goud      | 1.24,44                                                                  |
| Hannes Reichelt                                                                                      | afdaling (m)     | 12e       | 1.41,76 (+1,51)                                                          |
| Hannes Reichelt                                                                                      | super g (m)      | 11e       | 1.25,40 (+0,96)                                                          |
| Marco Schwarz                                                                                        | combinatie (m)   | 4e        | afdaling: 1.20,98 (19e) slalom: 46,89 (5e) totaal: 2.07,87 (+1,35)       |
| Marco Schwarz                                                                                        | slalom (m)       | 11e       | 1e run: 48,62 (8e) 2e run: 51,57 (19e) totaal: 1.40,19 (+1,20)           |
| |                  |           |                                                                          |
| Stephanie Brunner                                                                                    | reuzenslalom (v) | DNF       | 1e run: 1.11,53 (9e) 2e run: niet gefinisht                              |
| Stephanie Brunner                                                                                    | slalom (v)       | DNF       | 1e run: niet gefinisht                                                   |
| Katharina Gallhuber                                                                                  | slalom (v)       | Brons     | 1e run: 50,12 (9e) 2e run: 48,83 (1e) totaal: 1.38,95 (+0,32)            |
| Ricarda Haaser                                                                                       | combinatie (v)   | 13e       | afdaling: 1.41,75 (7e) slalom: 43,06 (14e) totaal: 1.24,81 (+3,91)       |
| Ricarda Haaser                                                                                       | reuzenslalom (v) | 17e       | 1e run: 1.13,37 (19e) 2e run: 1.09,99 (14e) totaal: 2.23,36 (+3,34)      |
| Cornelia Hütter                                                                                      | afdaling (v)     | 13e       | 1.41,04 (+1,82)                                                          |
| Cornelia Hütter                                                                                      | super g (v)      | 8e        | 1.21,54 (+0,43)                                                          |
| Katharina Liensberger                                                                                | slalom (v)       | 8e        | 1e run: 50,43 (10e) 2e run: 50,14 (8e) totaal: 1.40,57 (+1,94)           |
| Bernadette Schild                                                                                    | reuzenslalom (v) | 24e       | 1e run: 1.14,50 (28e) 2e run: 1.10,31 (19e) totaal: 2.24,81 (+4,79)      |
| Bernadette Schild                                                                                    | slalom (v)       | 7e        | 1e run: 49,89 (8e) 2e run: 50,29 (9e) totaal: 1.40,18 (+1,55)            |
| Nicole Schmidhofer                                                                                   | afdaling (v)     | 12e       | 1.41,02 (+1,80)                                                          |
| Nicole Schmidhofer                                                                                   | super g (v)      | 18e       | 1.22,30 (+1,19)                                                          |
| Ramona Siebenhofer                                                                                   | combinatie (v)   | 5e        | afdaling: 1.40,34 (4e) slalom: 43,11 (15e) totaal: 1.23,45 (+2,55)       |
| Ramona Siebenhofer                                                                                   | afdaling (v)     | 10e       | 1.40,98 (+1,76)                                                          |
| Tamara Tippler                                                                                       | super g (v)      | 21e       | 1.22,50 (+1,39)                                                          |
| Anna Veith                                                                                           | reuzenslalom (v) | 12e       | 1e run: 1.12,43 (15e) 2e run: 1.09,67 (10e) totaal: 2.22,10 (+2,08)      |
| Anna Veith                                                                                           | super g (v)      | Zilver    | 1.21,12 (+0,01)                                                          |
| Stephanie Venier                                                                                     | afdaling (v)     | DNF       | niet gefinisht                                                           |
| |                  |           |                                                                          |
| Stephanie Brunner Katharina Gallhuber Katharina Liensberger Manuel Feller Michael Matt Marco Schwarz | landenwedstrijd  | Zilver    | 1/8F: 4-0 Zuid-Korea KF: 4-0 Zweden HF: 3-1 Noorwegen F: 1-3 Zwitserland |

### Biatlon
| Olympiër                                                        | Onderdeel         | Resultaat | Prestatie                                                                                           |
| --------------------------------------------------------------- | ----------------- | --------- | --------------------------------------------------------------------------------------------------- |
| Julian Eberhard                                                 | individueel (m)   | 17e       | 50.15,6 (+2.11,8) pen.: 3 (1 + 1 + 0 + 1)                                                           |
| Julian Eberhard                                                 | sprint (m)        | 4e        | 23.47,2 (+8,4) pen.: 1 (0 + 1)                                                                      |
| Julian Eberhard                                                 | achtervolging (m) | 15e       | 34.36,9 (+1.45,2) pen.: 6 (0 + 1 + 3 + 2)                                                           |
| Julian Eberhard                                                 | massastart (m)    | 6e        | 36.18,0 (+30,7) pen.: 3 (1 + 0 + 1 + 1)                                                             |
| Tobias Eberhard                                                 | individueel (m)   | 57e       | 53.33,6 (+5.29,8) pen.: 4 (1 + 1 + 0 + 2)                                                           |
| Tobias Eberhard                                                 | sprint (m)        | 77e       | 26.24,3 (+2.45,5) pen.: 5 (4 + 1)                                                                   |
| Simon Eder                                                      | individueel (m)   | 11e       | 49.55,8 (+1.52,0) pen.: 2 (1 + 0 + 1 + 0)                                                           |
| Simon Eder                                                      | sprint (m)        | 28e       | 24.42,5 (+1.03,7) pen.: 2 (2 + 0)                                                                   |
| Simon Eder                                                      | achtervolging (m) | 14e       | 34.33,1 (+1.41,4) pen.: 2 (0 + 0 + 0 + 2)                                                           |
| Simon Eder                                                      | massastart (m)    | 14e       | 37.01,0 (+1.13,7) pen.: 3 (1 + 0 + 0 + 2)                                                           |
| Dominik Landertinger                                            | individueel (m)   | Brons     | 48.18,0 (+14,2) pen.: 0 (0 + 0 + 0 + 0)                                                             |
| Dominik Landertinger                                            | sprint (m)        | 25e       | 24.36,2 (+57,4) pen.: 1 (1 + 0)                                                                     |
| Dominik Landertinger                                            | achtervolging (m) | 26e       | 36.22,2 (+3.30,5) pen.: 5 (0 + 0 + 1 + 4)                                                           |
| Dominik Landertinger                                            | massastart (m)    | 12e       | 36.47,3 (+1.00,0) pen.: 1 (0 + 0 + 1 + 0)                                                           |
| Tobias Eberhard Simon Eder Julian Eberhard Dominik Landertinger | estafette (m)     | 4e        | 19.03,6 / 0+1 0+2 18.47,4 / 0+0 0+1 19.53,9 / 0+1 2+3 20.24,1 / 0+0 0+3 1:18.09,0 / 0+2 2+9         |
|                                                                 |                   |           | |
| Lisa Theresa Hauser                                             | individueel (v)   | 41e       | 45.35,4 (+4.28,2) pen.: 3 (1 + 1 + 0 + 1)                                                           |
| Lisa Theresa Hauser                                             | sprint (v)        | 62e       | 23.58,9 (+2.52,7) pen.: 4 (3 + 1)                                                                   |
| Katharina Innerhofer                                            | individueel (v)   | 60e       | 47.34,9 (+6.27,7) pen.: 5 (2 + 1 + 0 + 2)                                                           |
| Katharina Innerhofer                                            | sprint (v)        | 29e       | 22.51,5 (+1.45,3) pen.: 1 (0 + 1)                                                                   |
| Katharina Innerhofer                                            | achtervolging (v) | 40e       | 34.41,2 (+4.05,9) pen.: 5 (1 + 2 + 0 + 2)                                                           |
| Dunja Zdouc                                                     | individueel (v)   | 58e       | 47.09,0 (+6.01,8) pen.: 2 (1 + 1 + 0 + 0)                                                           |
| Dunja Zdouc                                                     | sprint (v)        | 48e       | 23.21,0 (+2.14,8) pen.: 0 (0 + 0)                                                                   |
| Dunja Zdouc                                                     | achtervolging (v) | 58e       | 38.39,1 (+8.03,8) pen.: 8 (1 + 3 + 1 + 3)                                                           |
|                                                                 |                   |           | |
| Lisa Hauser Katharina Innerhofer Simon Eder Julian Eberhard     | estafette         | 10e       | 16.53,8 / 0+1 0+3 17.09,9 / 0+2 0+3 18.11,5 / 0+1 0+0 18.41,1 / 0+2 0+2 totaal: 1:10,56,3 (+2.22,0) |

### Bobsleeën
| Olympiër                                                 | Onderdeel       | Resultaat | Prestatie                               |
| -------------------------------------------------------- | --------------- | --------- | --------------------------------------- |
| Benjamin Maier Markus Sammer                             | tweemansbob (m) | 8e        | 3.17,76 (49,41 / 49,47 / 49,32 / 49,56) |
| Markus Treichl Kilian Walch                              | tweemansbob (m) | 15e       | 3.18,56 (49,67 / 49,67 / 49,56 / 49,66) |
| Benjamin Maier Dănuț Moldovan Markus Sammer Kilian Walch | viermansbob (m) | 7e        | 3.16,90 (49,10 / 49,21 / 49,03 / 49,56) |
| Markus Treichl Ekemini Bassey Markus Glück Marco Rangl   | viermansbob (m) | 22e       | 2.29,24 (49,73 / 49,83 / 49,68)         |
| Katrin Beierl Victoria Hahn                              | tweemansbob (v) | 17e       | 3.25,84 (51,49 / 51,41 / 51,51 / 51,43) |
| Christina Hengster Valerie Kleiser                       | tweemansbob (v) | 10e       | 3.24,51 (51,23 / 51,04 / 51,00 / 51,24) |

### Freestyleskiën
| Olympiër              | Onderdeel      | Resultaat    | Prestatie                                                                |
| --------------------- | -------------- | ------------ | ------------------------------------------------------------------------ |
| Andreas Gohl          | halfpipe (m)   | 8e           | kwalificatie: 68.60 - 31.60 (12e) finale: 14.60 - 46.00 - 68.80          |
| Marco Ladner          | halfpipe (m)   | 21e          | kwalificatie: 54.20 - 39.40                                              |
| Lukas Müllauer        | halfpipe (m)   | 16e          | kwalificatie: 17.00 - 63.60                                              |
| Adam Kappacher        | skicross (m)   | KF           | plaatsingsronde: 1.10,17 (+1,43); 16e 1/8F, serie 1: 2e KF, serie 1: DNF |
| Christoph Wahrstötter | skicross (m)   | 1/8F         | plaatsingsronde: 1.09,79 (+1,05); 6e 1/8F, serie 6: DNF                  |
| Robert Winkler        | skicross (m)   | KF           | plaatsingsronde: 1.10,09 (+1,35) 1/8F, serie 6: 1e KF, serie 3: DNF      |
| Thomas Zangerl        | skicross (m)   | KF           | plaatsingsronde: 1.10,96 (+2,22); 28e 1/8F, serie 3: 2e KF, serie 2: 3e  |
|                       |                |              |                                                                          |
| Elisabeth Gram        | halfpipe (v)   | 13e          | kwalificatie: 72.20 - 20.00                                              |
| Melanie Meilinger     | moguls (v)     | kwalificatie | kwalificatie 1: 54.95 pnt (25e) kwalificatie 2: 54.95 - 57.71 pnt (13e)  |
| Andrea Limbacher      | skicross (v)   | KF           | plaatsingsronde: 1.14,71 (+1,60); 8e 1/8F, serie 2: 1e KF, serie 1: DNF  |
| Katrin Ofner          | skicross (v)   | KF           | plaatsingsronde: 1.14,30 (+1,19); 7e 1/8F, serie 7: 1e KF, serie 4: 3e   |
| Lara Wolf             | slopestyle (v) | 17e          | kwalificatie: 10.20 - 66.40                                              |

### Kunstrijden
| Olympiër                      | Onderdeel | Resultaat | Prestatie                |
| ----------------------------- | --------- | --------- | ------------------------ |
| Miriam Ziegler Severin Kiefer | Paren     | 20e       | 58.80 (korte kür: 58.80) |

### Langlaufen
| Olympiër                                                    | Onderdeel             | Resultaat | Prestatie                                                   |
| ----------------------------------------------------------- | --------------------- | --------- | ----------------------------------------------------------- |
| Dominik Baldauf                                             | sprint (m)            | 35e       | kwalificatie: 3.18,54 (+10,00)                              |
| Dominik Baldauf                                             | 15 km vrije stijl (m) | 42e       | 36.31,2 (+2.47,3)                                           |
| Max Hauke                                                   | 15 km vrije stijl (m) | 29e       | 35.57,5 (+2.13,6)                                           |
| Max Hauke                                                   | 30 km skiatlon (m)    | 27e       | 1:18.44,6 (+2.24,6)                                         |
| Max Hauke                                                   | 50 km klassiek (m)    | 36e       | 2:20.39,9 (+12.17,8)                                        |
| Luis Stadlober                                              | sprint (m)            | 53e       | kwalificatie: 3.23,01 (+14,47)                              |
| Bernhard Tritscher                                          | 15 km vrije stijl (m) | 39e       | 36.24,7 (+2.40,8)                                           |
| Bernhard Tritscher                                          | 50 km klassiek (m)    | 42e       | 2:22.47,7 (+14.25,6)                                        |
| Dominik Baldauf Bernhard Tritscher                          | teamsprint (m)        | HF        | halve finale-2: 16.43,69 (+44,85)                           |
| Dominik Baldauf Max Hauke Bernhard Tritscher Luis Stadlober | estafette (m)         | 13e       | 26.09,4 26.22,2 22.40,2 24.00,5 totaal: 1:39.12,9 (+6.08,0) |
|                                                             |                       |           |                                                             |
| Anna Roswitha Seebacher                                     | 10 km vrije stijl (v) | 61e       | 29.11,2 (+4.10,7)                                           |
| Teresa Stadlober                                            | 10 km vrije stijl (v) | 9e        | 26.16,1 (+1.15,6)                                           |
| Teresa Stadlober                                            | 15 km skiatlon (v)    | 7e        | 41.11,5 (+26,6)                                             |
| Teresa Stadlober                                            | 30 km klassiek (v)    | 9e        | 1:26.31,7 (+4.14,1)                                         |
| Lisa Unterweger                                             | sprint (v)            | 50e       | kwalificatie: 3.34,29 (+25,55)                              |
| Lisa Unterweger                                             | 10 km vrije stijl (v) | 67e       | 29.35,2 (+4.34,7)                                           |
| Teresa Stadlober Lisa Unterweger                            | teamsprint (v)        | HF        | halve finale-1: 17.25,98 (+58,70)                           |

### Noordse combinatie
| Olympiër                                                 | Onderdeel                | Resultaat | Prestatie |
| -------------------------------------------------------- | ------------------------ | --------- | --- |
| Wilhelm Denifl                                           | gundersen normale schans | 29e       | schansspringen: 92.3 pnt (92,0 m); 25e (+2.33) langlaufen: 25.08,8 (27e) totaal: 27.41,8 (+2.50,4)                                                            |
| Wilhelm Denifl                                           | gundersen grote schans   | 8e        | schansspringen: 135.0 pnt (137,5 m); 3e (+0,16) langlaufen: 24.38,6 (34e) totaal: 24.54,6 (+1.02,1)                                                           |
| Bernhard Gruber                                          | gundersen normale schans | 20e       | schansspringen: 88.2 pnt (91,5 m); 33e (+2.50) langlaufen: 24.32,1 (10e) totaal: 27.22,1 (+2.30,7)                                                            |
| Bernhard Gruber                                          | gundersen grote schans   | 21e       | schansspringen: 98.5 pnt (133,5 m); 30e (+2,42) langlaufen: 23.46,3 (14e) totaal: 26.28,3 (+2..35,8)                                                          |
| Lukas Klapfer                                            | gundersen normale schans | Brons     | schansspringen: 122.6 pnt (109,0 m); 4e (+0.32) langlaufen: 24.37,5 (11e) totaal: 25.09,5 (+18,1)                                                             |
| Lukas Klapfer                                            | gundersen grote schans   | 9e        | schansspringen: 123.0 pnt (131,0 m); 10e (+1,04) langlaufen: 24.11,3 (23e) totaal: 25.15,3 (+1.22,8)                                                          |
| Franz-Josef Rehrl                                        | gundersen normale schans | 13e       | schansspringen: 130.6 pnt (112,0 m); 1e (+0.00) langlaufen: 26.29,5 (44e) '26.29,5 (+1.38,1)                                                                  |
| Mario Seidl                                              | gundersen grote schans   | 13e       | schansspringen: 116.5 pnt (127,0 m); 14e (+1,30) langlaufen: 23.51,0 (16e) totaal: 25.21,0 (+1.28,5)                                                          |
| Wilhelm Denifl Lukas Klapfer Bernhard Gruber Mario Seidl | landenwedstrijd          | Brons     | 124.4 pnt (138,5) - 11.52,2 114.6 (131,0 m) - 11.53,8 117.9 (136,0 m) - 11.23,6 112.6 (131,0 m) - 12.08,0 totaal: 47.17,6 (+1.07,8) (469.5; 1e - 47.17,6; 5e) |

### Rodelen
| Olympiër                                              | Onderdeel | Resultaat | Prestatie |
| ----------------------------------------------------- | --------- | --------- | --- |
| Reinhard Egger                                        | mannen    | 15e       | run 1: 48,221 (+0,569) (20e) run 2: 47,903 (+0,278) (11e) run 3: 47,963 (+0,429) (17e) run 4: 47,840 (+0,365) (10e) totaal: 3.11,927 (+1,225) |
| David Gleirscher                                      | mannen    | Goud      | run 1: 47,652 (1e) run 2: 47,835 (+0,210) (7e) run 3: 47,584 (+0,050) (4e) run 4: 47,631 (+0,156) (4e) totaal: 3.10,702                       |
| Wolfgang Kindl                                        | mannen    | 9e        | run 1: 47,955 (+0,303) (11e) run 2: 47,858 (+0,233) (9e) run 3: 47,799 (+0,265) (12e) run 4: 47,521 (+0,046) (2e) totaal: 3.11,133 (+0,431)   |
|                                                       |           |           | |
| Madeleine Egle                                        | vrouwen   | 9e        | run 1: 46,726 (14e) run 2: 46,646 (14e) run 3: 46,541 (6e) run 4: 46,696 (7e) totaal: 3.06,609                                                |
| Birgit Platzer                                        | vrouwen   | DNF       | run 1: 47,318 (23e) run 2: niet gefinisht |
| Hannah Prock                                          | vrouwen   | 17e       | run 1: 46,622 (13e) run 2: 46,585 (13e) run 3: 47,743 (25e) run 4: 46,854 (12e) totaal: 3.07,804                                              |
|                                                       |           |           | |
| Peter Penz Georg Fischler                             | dubbels   | Zilver    | run 1: 45,891 (+0,071) (2e) run 2: 45,894 (+0,017) (2e) totaal: 1.31,785 (+0,088)                                                             |
| Thomas Steu Lorenz Koller                             | dubbels   | 4e        | run 1: 46,172 (+0,352) (5e) run 2: 46,112 (+0,235) (5e) totaal: 1.32,284 (+0,587)                                                             |
| Madeleine Egle David Gleirscher P. Penz / G. Fischler | estafette | Brons     | 47,122 (5e) 48,758 (3e) 49,108 (4e) totaal: 2.24,988                                                                                          |

### Schaatsen
| Olympiër        | Onderdeel      | Resultaat | Prestatie                          |
| --------------- | -------------- | --------- | ---------------------------------- |
| Linus Heidegger | massastart (m) | 6e        | HF-1: 60 pnt; 1e finale: 6 pnt; 6e |
|                 |                |           |                                    |
| Vanessa Herzog  | 500 m (v)      | 4e        | 37,51 (+0,57)                      |
| Vanessa Herzog  | 1000 m (v)     | 5e        | 1.14,47 (+0,91)                    |

### Schansspringen
| Olympiër                                                          | Onderdeel          | Resultaat | Prestatie |
| ----------------------------------------------------------------- | ------------------ | --------- | --- |
| Clemens Aigner                                                    | grote schans (m)   | 31e       | kwalificatie: 98.5 pnt (119,5 m); 27e finale: 110.0 pnt (121,0 m); 31e |
| Manuel Fettner                                                    | normale schans (m) | 23e       | kwalificatie: 109.4 pnt (95,0 m); 27e finale: 211.7 pnt (99.5 (96,5 m); 29e - 112.2 (105,5 m); 14e) |
| Manuel Fettner                                                    | grote schans (m)   | 32e       | kwalificatie: 84.8 pnt (111,0 m); 40e finale: 109.8 pnt (124,0 m); 32e |
| Michael Hayböck                                                   | normale schans (m) | 17e       | kwalificatie: 112.4 pnt (97,0 m); 26e finale: 219.7 pnt (109.2 (99,5 m); 21e - 110.5 (103,0 m); 17e) |
| Michael Hayböck                                                   | grote schans (m)   | 6e        | kwalificatie: 126.9 pnt (133,5 m); 5e finale: 267.7 pnt (140.4 (140,0 m); 2e - 127.3 (131,0); 9e) |
| Stefan Kraft                                                      | normale schans (m) | 13e       | kwalificatie: 128.6 pnt (102,5 m); 5e finale: 233.6 pnt (122.8 (103,5 m); 6e - 110.8 (103,0 m); 16e) |
| Stefan Kraft                                                      | grote schans (m)   | 18e       | kwalificatie: 121.1 pnt (131,0 m); 11e finale: ;247.4 pnt (130.6 (131,5 m); 13e - 116.8 (125,5 m); 21e) |
| Gregor Schlierenzauer                                             | normale schans (m) | 22e       | kwalificatie: 104.0 pnt (91,5 m); 32e finale: 212.2 pnt (108.6 (102,5 m); 22e - 103.6 (99,5 m); 22) |
| Stefan Kraft Manuel Fettner Gregor Schlierenzauer Michael Hayböck | landenwedstrijd    | 4e        | 248.5 pnt (131.8 (133,5 m) - 116.7 (126,5 m)) 228.1 pnt (109.9 (122,5 m) - 118.2 (125,5 m)) 229.3 pnt (118.0 (127,5 m) - 111.3 (122,5 m)) 272.5 pnt (134.0 (133,5 m) - 138.5 (136,5 m)) totaal: 978.4 pnt (493.7; 4e - 484.7; 4e) |
|                                                                   |                    |           | |
| Chiara Hölzl                                                      | normale schans (v) | 11e       | 193.2 pnt (92.2 (88,0 m); 14e - 101.0 (95,5 m); 9e) |
| Daniela Iraschko-Stolz                                            | normale schans (v) | 6e        | 225.9 pnt (113.3 101,5 m);5e - 112.6 (99,0 m); 7e) |
| Jacqueline Seifriedsberger                                        | normale schans (v) | 13e       | 183.5 pnt (93.7 (93,0 m); 13e - 89.8 (92,0 m); 14e) |

### Skeleton
| Olympiër              | Onderdeel | Resultaat | Prestatie                               |
| --------------------- | --------- | --------- | --------------------------------------- |
| Matthias Guggenberger | mannen    | 18e       | 3.25,73 (51,38 / 51,29 / 51,81 / 51,25) |
|                       |           |           |                                         |
| Janine Flock          | vrouwen   | 4e        | 3.27,92 (51,81 / 52,07 / 51,92 / 52,12) |

### Snowboarden
| Olympiër            | Onderdeel                | Resultaat    | Prestatie |
| ------------------- | ------------------------ | ------------ | --- |
| Clemens Millauer    | big air (m)              | kwalificatie | kwalificatie, serie 1: 39.25 - 47.00                                                                                       |
| Clemens Millauer    | slopestyle (m)           | walificatie  | kwalificatie, serie 2: 75.65 - 77.45 (7e)                                                                                  |
| Benjamin Karl       | parallelreuzenslalom (m) | KF           | kwalificatie: 1.25,33 (43,21 + 42,12); 6e 1/8F: won van AUT Andreas Prommegger KF: verloor van: KOR Lee Sang-ho            |
| Sebastian Kislinger | parallelreuzenslalom (m) | 1/8F         | kwalificatie: 1.25,59 (43,47 + 42,12); 10e 1/8F: verloor van GER Stefan Baumeister                                         |
| Alexander Payer     | parallelreuzenslalom (m) | 1/8F         | kwalificatie: 1.25,30 (42,43 + 42,87); 5e 1/8F: verloor van ITA Edwin Coratti                                              |
| Andreas Prommegger  | parallelreuzenslalom (m) | 1/8F         | kwalificatie: 1.25,67 (42,20 + 43,47); 11e 1/8F: verloor van AUT Benjamin Karl                                             |
| Hanno Douschan      | snowboardcross (m)       | 1/8F         | plaatsingsronde: 1.14,53 (16e) 1/8F, serie 1: 4e                                                                           |
| Alessandro Hämmerle | snowboardcross (m)       | 7e           | plaatsingsronde: 1.15,03 (24e) 1/8F, serie 2: 1e KF, serie 1: 3e HF, serie 1: 5e kleine F: 1e                              |
| Lukas Pachner       | snowboardcross (m)       | 1/8F         | plaatsingsronde: '1.16,99 - 1.17,48 (38e) 1/8F, serie 5: 5e                                                                |
| Markus Schairer     | snowboardcross (m)       | KF           | plaatsingsronde: 1.14,56 (17e) 1/8F, serie 1: 3e KF, serie 1: niet gefinisht                                               |
|                     |                          |              | |
| Anna Gasser         | big air (v)              | Goud         | kwalificatie: 88.25 - 98.00 (1e) finale: 185.00 (JNS - 89.00 - 96.00)                                                      |
| Anna Gasser         | slopestyle (v)           | 15e          | 42.05 - 46.56 |
| Julia Dujmovits     | parallelreuzenslalom (v) | 1/8F         | kwalificatie: 1.33,16 (45,95 + 47,21); 11e 1/8F: verloor van JPN Tomoka Takeuchi                                           |
| Ina Meschik         | parallelreuzenslalom (v) | KF           | kwalificatie: 1.33,23 (46,21 + 47,02); 13e 1/8F: won van GER Carolin Langenhorst KF: verloor van GER Ramona Th. Hofmeister |
| Claudia Riegler     | parallelreuzenslalom (v) | DNF          | niet gefinisht |
| Daniela Ulbing      | parallelreuzenslalom (v) | KF           | kwalificatie: 1.33,07 (47,07 + 46,00); 8e 1/8F: won van OAR Milena Bykova KF: verloor van CZE Ester Ledecká                |